# Jestřebická lípa
Jestřebická lípa je památný strom v Jestřebici u Kokořína v zahradě bývalé hájovny, č.p. 77, na jihovýchodním okraji obce. Jedná se o lípu velkolistou (Tilia plathyphyllos) s odhadovaným stářím 200 let. Výška stromu je dle měření z roku 2007 26 metrů, obvod kmene ve výšce 1,3 metru 410 cm. Koruna je vysoká 19,5 metru a široká 21. V roce 1998 byl proveden zdravotní řez.